# Amstel Gold Race 2022
L'Amstel Gold Race 2022, cinquantaseiesima edizione della corsa e valevole come quattordicesima prova dell'UCI World Tour 2022 categoria 1.UWT, si svolse il 10 aprile 2022 su un percorso di 254,1 km, con partenza da Maastricht e arrivo a Berg en Terblijt, nei Paesi Bassi. La vittoria fu appannaggio del polacco Michał Kwiatkowski, il quale completò il percorso in 6h01'19", alla media di 42,196 km/h, precedendo il francese Benoît Cosnefroy ed il belga Tiesj Benoot.
Sul traguardo di Berg en Terblijt 117 ciclisti, su 170 partiti da Maastricht, portarono a termine la competizione.

## Squadre e corridori partecipanti
| N.      | Cod. | Squadra                     |
| ------- | ---- | --------------------------- |
| 1-7     | TJV  | Jumbo-Visma                 |
| 12-17   | QST  | Quick-Step Alpha Vinyl Team |
| 21-27   | IGD  | Ineos Grenadiers            |
| 31-37   | BOH  | Bora-Hansgrohe              |
| 41-47   | LTS  | Lotto Soudal                |
| 51-57   | TFS  | Trek-Segafredo              |
| 61-67   | EFE  | EF Education-EasyPost       |
| 71-77   | TBV  | Bahrain Victorious          |
| 81-87   | COF  | Cofidis                     |
| 91-97   | DSM  | Team DSM                    |
| 101-107 | MOV  | Movistar Team               |
| 111-116 | AST  | Astana Qazaqstan Team       |
| 121-127 | GCF  | Groupama-FDJ                |

| N.      | Cod. | Squadra                   |
| ------- | ---- | ------------------------- |
| 131-137 | IWG  | Intermarché-Wanty-Gobert  |
| 141-147 | ACT  | AG2R Citroën Team         |
| 151-157 | UAD  | UAE Team Emirates         |
| 161-166 | BEX  | Team BikeExchange-Jayco   |
| 171-175 | IPT  | Israel-Premier Tech       |
| 181-187 | AFC  | Alpecin-Fenix             |
| 191-197 | ARK  | Team Arkéa-Samsic         |
| 201-207 | TEN  | TotalEnergies             |
| 211-217 | SVB  | Sport Vlaanderen-Baloise  |
| 221-227 | BWB  | Bingoal Pauwels Sauces WB |
| 231-237 | BBK  | B&B Hotels-KTM            |
| 241-247 | BCF  | Bardiani-CSF-Faizanè      |

## Ordine d'arrivo (Top 10)
| Pos. | Corridore            | Squadra      | Tempo    |
| ---- | -------------------- | ------------ | -------- |
| 1    | Michał Kwiatkowski   | Ineos        | 6h01'19" |
| 2    | Benoît Cosnefroy     | AG2R         | s.t.     |
| 3    | Tiesj Benoot         | Jumbo-Visma  | a 10"    |
| 4    | Mathieu van der Poel | Alpecin      | a 20"    |
| 5    | Alexander Kamp       | Trek         | s.t.     |
| 6    | Kasper Asgreen       | Quick-Step   | s.t.     |
| 7    | Michael Matthews     | BikeExchange | s.t.     |
| 8    | Stefan Küng          | Groupama     | s.t.     |
| 9    | Marc Hirschi         | UAE          | s.t.     |
| 10   | Dylan Teuns          | Bahrain      | s.t.     |